# Анталовецькі скелі
Анталове́цькі Ске́лі — геологічна пам'ятка природи місцевого значення в Україні. Розташована в межах Ужгородського району Закарпатської області, на схід від села Кам'яниця. 
Площа 1 га. Статус надано згідно з рішенням облвиконкому від 18.11.1969 року № 414. Перебуває у віданні Ужгородського військового лісництва (квартал 44, виділ 1). 
Статус надано з метою збереження скельного масиву. Скелі складені з агломератових туфів, які є залишками вулканічної діяльності Карпат. 
Входить до складу лісового заказника місцевого значення «Анталовська поляна».

## Галерея

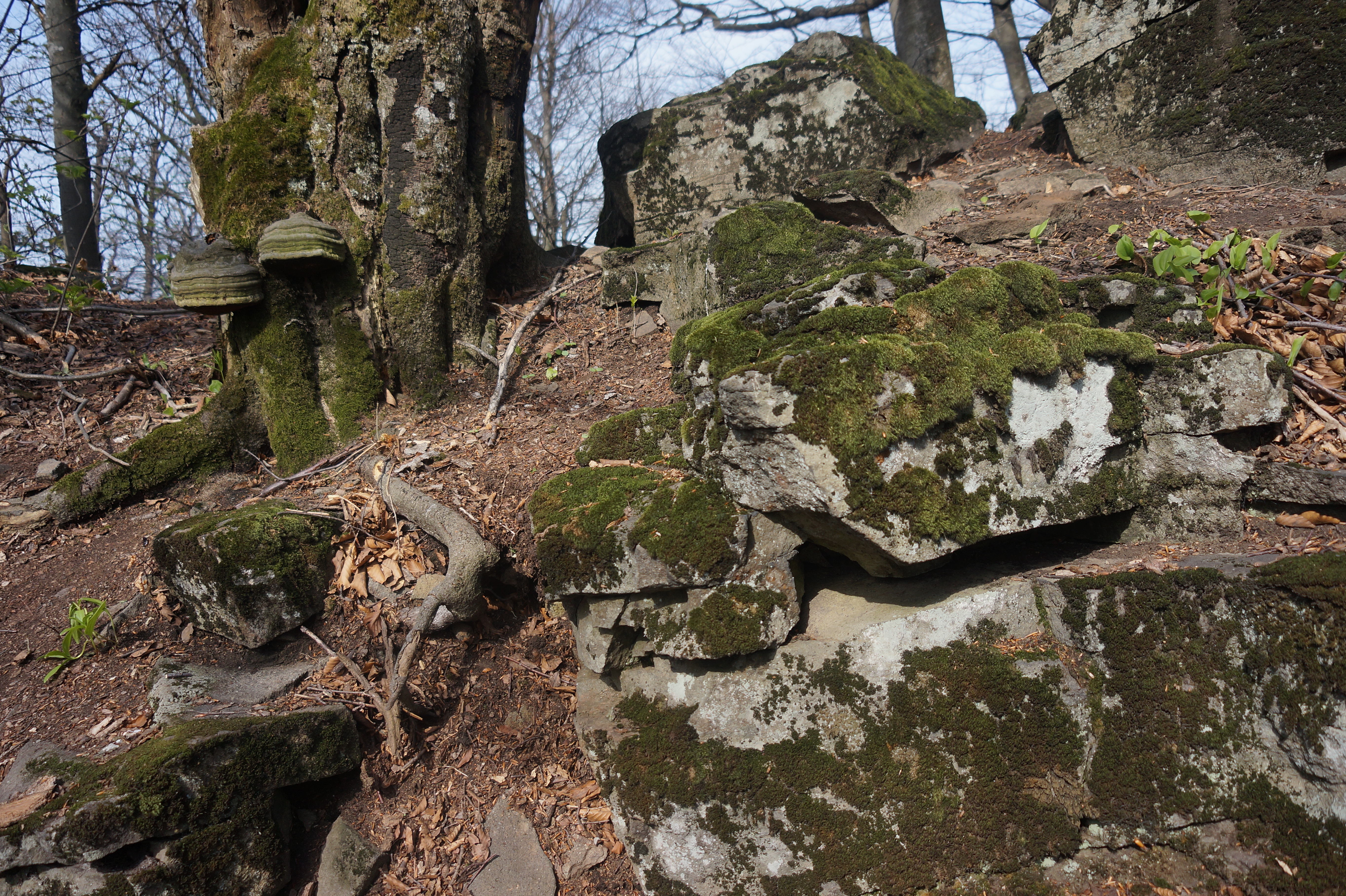
Скелі та мох на них
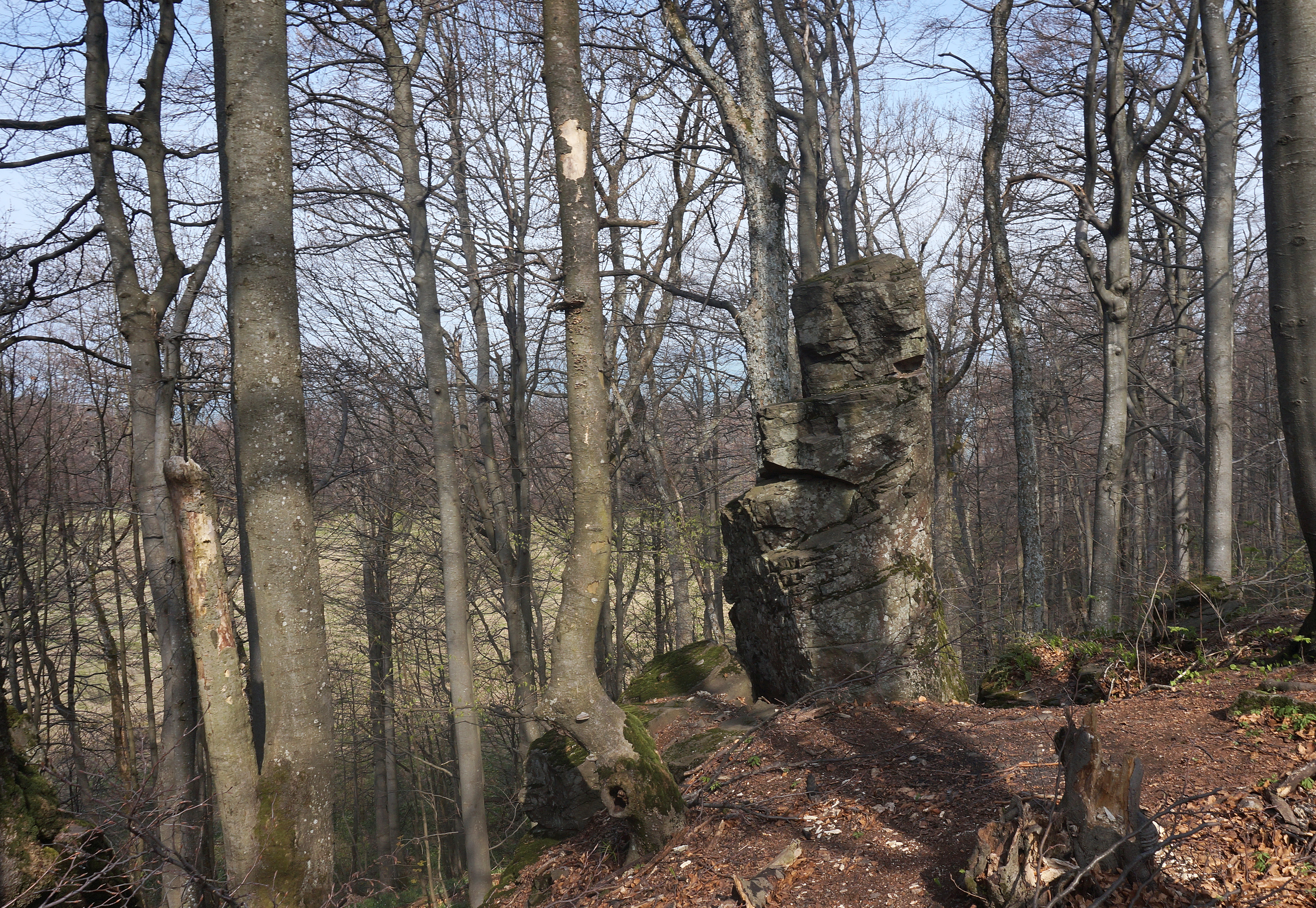
Скеля посеред дерев лісу
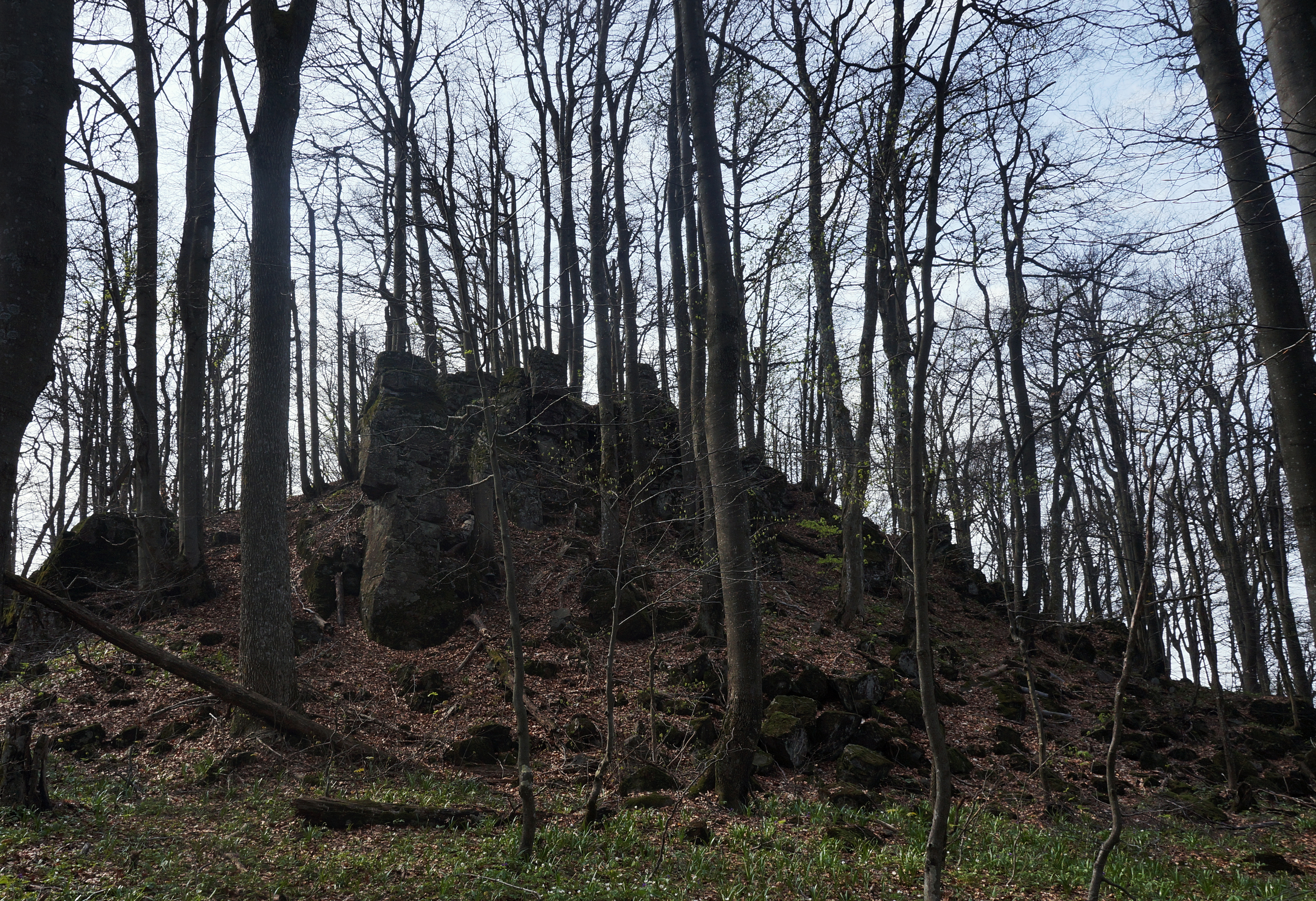
Скелі посеред дерев
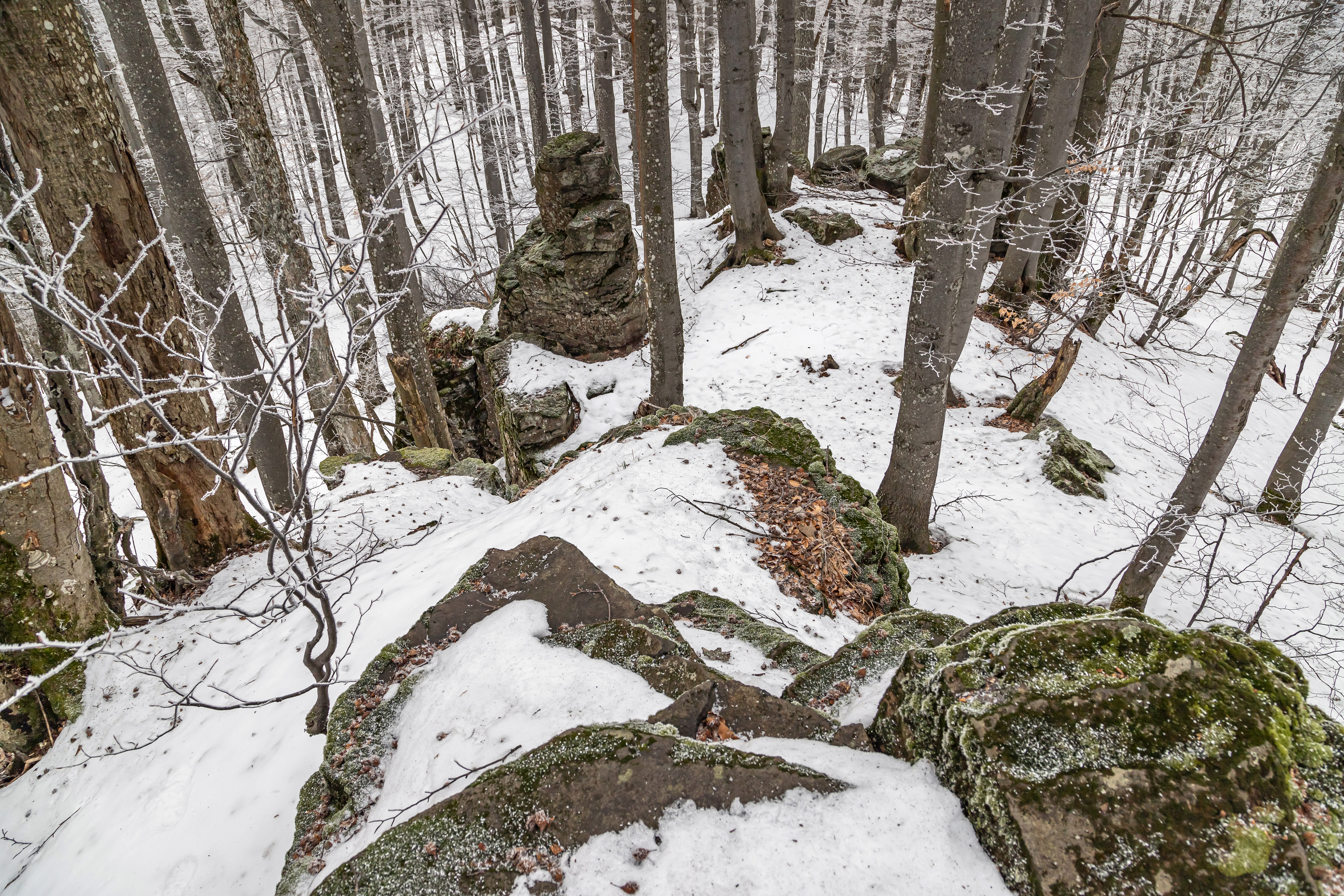
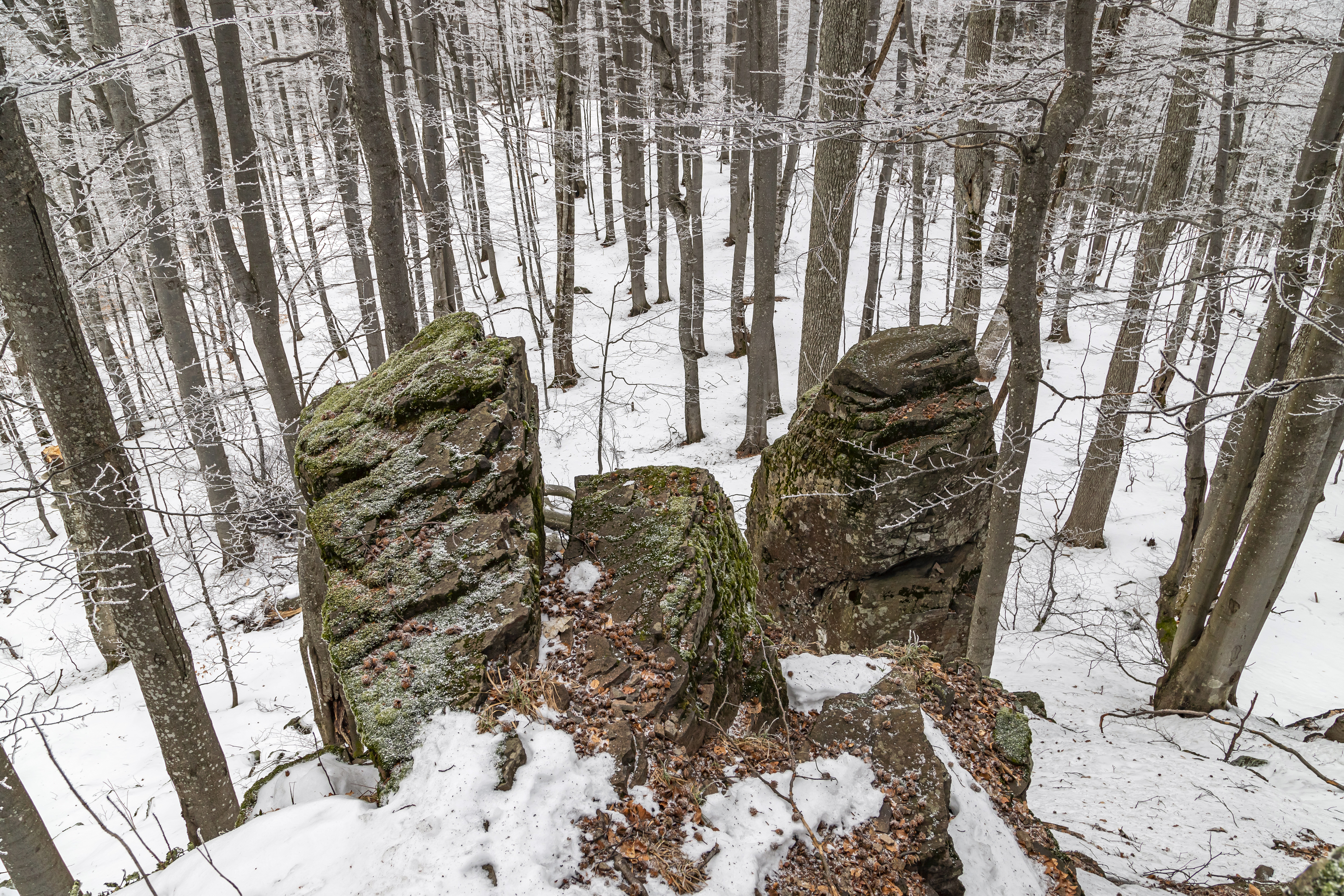